# João Derly

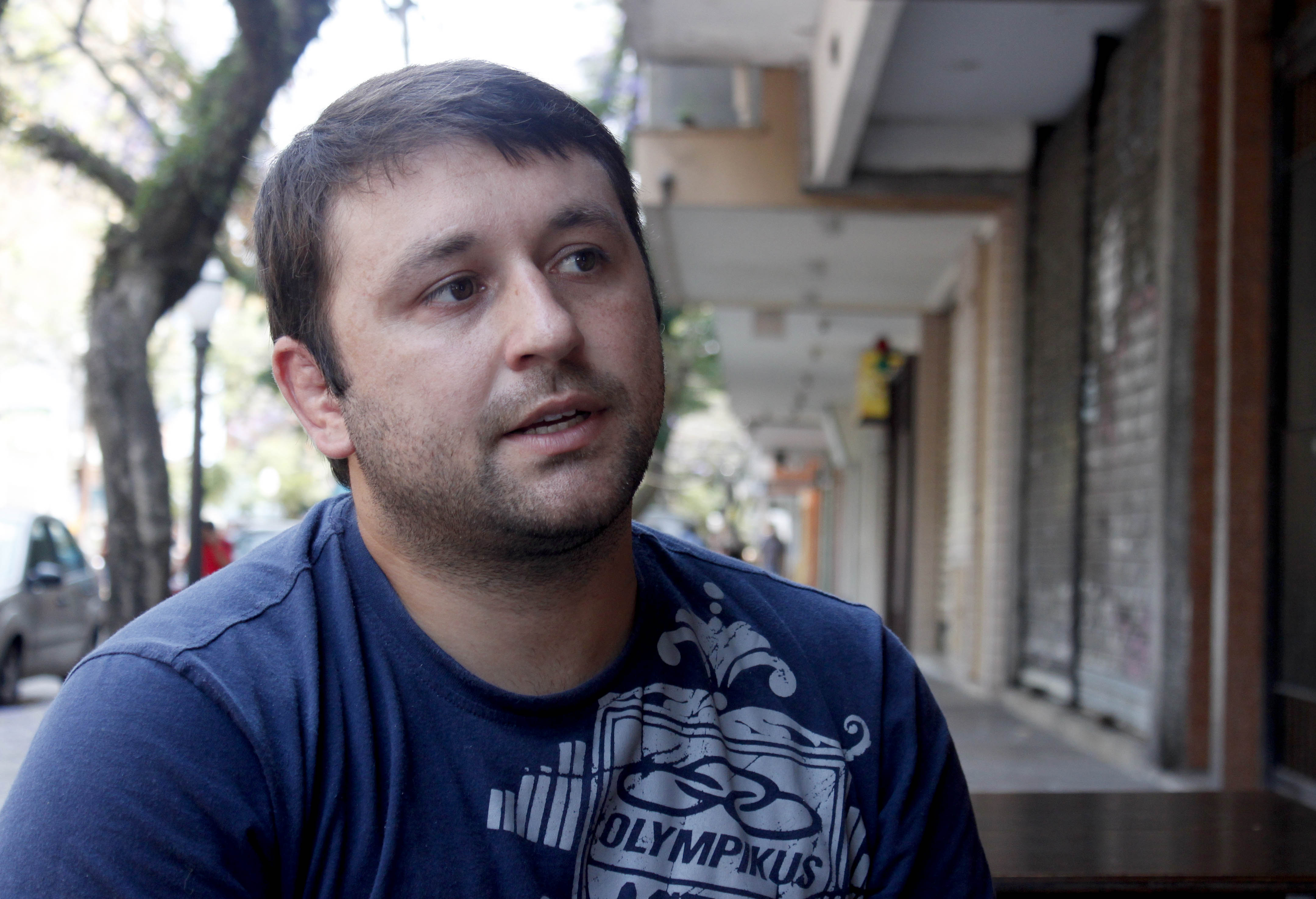
João Derly (2012)

João Derly Nunes Junior (* 2. Juni 1981 in Porto Alegre) ist ein ehemaliger brasilianischer Judoka. Er war 2005 und 2007 Weltmeister. Nach seiner sportlichen Laufbahn wurde er Kommunal- und Landespolitiker.

## Sportliche Karriere
Der 1,63 m große João Derly begann in der Gewichtsklasse bis 56 Kilogramm. Hier gewann er die Südamerikameisterschaften 1997 und eine Woche später eine Bronzemedaille bei den Panamerikanischen Meisterschaften. Ab 1998 kämpfte er in der Gewichtsklasse bis 60 Kilogramm. Bei den Weltjugendspielen in Moskau gewann er 1998 eine Bronzemedaille. 2000 wurde er Juniorenweltmeister und gewann Bronze bei den Studentenweltmeisterschaften. 2001 belegte er den siebten Platz bei den Weltmeisterschaften in München. Einen Monat später erkämpfte er eine Bronzemedaille bei der Universiade 2001. Ende September gewann er seinen ersten brasilianischen Meistertitel. Im November 2001 erkämpfte er noch eine Bronzemedaille bei den panamerikanischen Meisterschaften.
Im Februar 2002 erreichte er das Finale beim Tournoi de Paris und unterlag dort dem Südkoreaner Choi Min-ho. In den vier Wochen danach gewann Derly die Weltcup-Turniere in Leonding, Prag und Warschau. Im August 2002 wurde Derly bei den Südamerikaspielen durch eine Dopingkontrolle der Einnahme von Diuretika überführt, die er zur Gewichtsreduzierung eingenommen hatte.
2005 kehrte er in der Gewichtsklasse bis 66 Kilogramm zurück. Im Mai gewann er den Titel bei den Panamerikameisterschaften. Bei den Weltmeisterschaften 2005 in Kairo siegte er im Viertelfinale über den Kubaner Yordanis Arencibia und im Halbfinale über den Georgier Dawit Margoschwili. Im Finale bezwang er den Japaner Masato Uchishiba. Anfang 2006 gewann Derly das Tournoi de Paris mit einem Finalsieg über den Japaner Hiroyuki Akimoto. Im Juli 2007 siegte er bei den Panamerikanischen Spielen in Rio de Janeiro. Zwei Monate später fanden ebenfalls in Rio de Janeiro die Weltmeisterschaften 2007 statt. Derly bezwang im Viertelfinale den Italiener Giovanni Casale, im Halbfinale den Armenier Armen Nasarjan und im Finale Yordanis Arencibia. Bei den Olympischen Spielen in Peking bezwang er in seinem Auftaktkampf den Südkoreaner Kim Ju-jin, im Achtelfinale schied er gegen Pedro Dias aus Portugal aus.
2009 siegte Derly noch einmal bei den Panamerikanischen Meisterschaften, als er im Finale den Argentinier Miguel Albarracin bezwang. Beim ersten Grand-Slam-Turnier in Rio de Janeiro belegte er im Juli 2009 den fünften Platz. 2011 trat Derly noch bei einigen Weltcupturnieren an, schied aber jeweils frühzeitig aus.

## Politische Karriere
Nach seiner sportlichen Laufbahn ging João Derly in die Politik. Zunächst saß er für den Partido Comunista do Brasil (PCdoB) im Stadtrat von Porto Alegre. Von 2015 bis 2019 war er Deputierter in der 55. Legislativversammlung von Rio Grande do Sul, zunächst für den PCdoB, dann wechselte er zum Rede Sustentabilidade. Seit Anfang 2019 ist er in der Regierung des Bundesstaats Rio Grande do Sul unter Gouverneur Eduardo Leite für Sport und Freizeit zuständig.